# Крепостная бухта (Японское море)
Крепостная — бухта Татарского пролива Японского моря. Административно расположена на крайнем северо-востоке Приморского края.  Северный входной мыс — мыс Гиляк. Открыта к востоку, вдается в материк на 0,37 км. Ширина у входа 2,1 км. Глубина до 5 м. Площадь поверхности — 0,38 км².
Почти всё побережье бухты — это место выхода долины реки Кабанья к морю. Скалистый берег у входных мысов небольшой протяжённости, а сами мысы неприметны и далеко в море не выдаются. В-основном, берег бухты — это галечниковый пляж с небольшими участками песка. Устье Кабаньей расположено в южной части пляжа. В северной части пляж завален плавниковым лесом. Автодороги к берегу бухты не выходят. Долина вблизи берега заболочена. В бухту впадает самая крупная река восточного побережья Приморья, в бассейне которой нет ни одного населённого пункта. В полутора километрах вверх по долине в XX веке существовал контр. п. связи на бывшей телеграфной линии — Крепостная, где сейчас уже никто не живёт.